# Картасеневский
Картасеневский — поселок в Ясногорском районе Тульской области в составе Ревякинского сельского поселения.

## География
Поселок находится в северной части Тульской области на расстоянии приблизительно 20 км по прямой на восток-юго-восток от города Ясногорск, административного центра района.

## История
В 1926 году здесь (Картасеневское лесничество Тульского уезда Тульской губернии) было отмечено 6 дворов, на предвоенной карте (1935—1941 гг.) отмечен лесхоз.

## Население
Постоянное население составляло 23 человека (1926 год), 10 (русские 100 %) в 2002 году, 5 в 2010.